# Charles Bolling Jr
Charles L.  Bolling Jr (15 december 1957) is een golfprofessional uit de Verenigde Staten.  

## Biografie
Bolling was lid van de Gulph Mills Golf Club. In 1978 won hij het Philadelphia Amateur.
Bolling werd in 1983 professional. In zijn debuutjaar won hij de South African Open op de Sunshine Tour. Hij speelde eind 80'er jaren op de Europese PGA Tour en kwalificeerde zich drie keer voor het Brits Open. Tussen 1983 en 2003 speelde Bolling 134 toernooien op de Amerikaanse PGA Tour en hij behaalde 4 top 10-noteringen op deze tour.

## Overwinningen
Sunshine Tour
- 1983: Zuid-Afrikaans Open